# Villaselán
Villaselán és un municipi de la província de Lleó a la comunitat autònoma de Castella i Lleó. Forma part de la comarca de Sahagún. Inclou les localitats de:
- Arcayos
- Castroañe
- Santa María del Río
- Valdavida
- Villacerán
- Villaselán (capital)

## Demografia
| 1991 |  | 1996 |  | 2001 |  | 2004 |
| ---- |  | ---- |  | ---- |  | ---- |
| 412  |  | 348  |  | 298  |  | 270  |